# Loddby herrgård

Loddby herrgård är en herrgård i Norrköpings kommun (Kvillinge socken) i Östergötlands län.

## Historia
Loddby herrgård i Kvillinge socken, Bråbo härad är en gammal sätesgård och var bland de gods, som såsom förbrutna år 1595 togs från Hogenskild Bielke, räknades såsom lydande under Norsholm, donerades jämte det ännu underlydande Höga eller Högarne till riksskattmästaren Seved Ribbing (1552–1613) samt tillhörde därefter sonen, landshövdingen Sven Ribbing (1588–1640). Ägdes vidare av sonen överstelöjtnanten Seved Ribbing (1615–1647) och av dennes son, kammarherren Sven Ribbing (död 1673). Gården reducerades men uppläts på livstid åt nyssnämnde ägares änka Kristina Leijonsköld (död 1732). Tillhörde senare häradshövdingen Nils Otto Eksköld och vidare ryttmästaren Mathias Gustaf Stael von Holstein, vilken, då löjtnant, genom köpavhandling 13 juni 1744 av sina medarvingar övertog Loddby 2, Åby 1 med augmentshemmanet Öhlsta 1, Höga 1 och Åby ödegård 3⁄8 mantal jämte tre frälseutjordar för en vid arvskiftet överenskommen summa av 45000 daler kopparmynt. Vid hans död 1757 övergick egendomen till hans änka Elisabeth Ulfsparre samt barn, av vilka äldste sonen, majoren Georg Bogislaus Stael von Holstein å egna och sina två yngste, omyndige bröders vägnar år 1767 sålde Loddby med augment jämte Höga, 1 frälseutjord, 1 frälseäng, skogsparken Näset samt 6 torp, som utgjorde 11 dagsverk i veckan, för 94800 daler kopparmynt jämte en vängåva av 130 lod nytt silver, arbetad efter avtal, till vice häradshövdingen Fredrik Adolf Falck. Ägdes senare av Per Rundeberg, som år 1807 sålde Loddby, Höga och Dövestad 7, mantal för 17000 riksdaler banco till ingenjören C. G. Diedrichsson. Efter hans död såldes egendomen bestod av Loddby, Höga och Hjelmarsö 3⁄8 mantal av hans änka Sofia Lindahl och tre omyndige barn år 1829 för 30000 riksdaler banco, varav 20000 för Loddby och 10000 för övriga hemman, till änkefru Karolina Wester, född Hejtzmüller. Redan år 1832 sålde hon egendomen för 34666 riksdaler banco, varav för Loddby 20000, för övriga hemman 13000 och för inventarier 1666 och 32, till fabrikören Gustaf Lejdenfrost. År 1861 ägdes gården av apotekaren C. F. Asker samt efter hans död av hans änka fru Lina Asker, som 1875 sålde den till danske undersåten, godsägaren W. K. Lunn.

## Ägorna
Egendomen är känd för sin vackra läge vid Motala ströms utlopp i Bråviken. Mangården, som omges av park och trädgård, består av huvudbyggnad i en våning med frontispis åt båda sidor, innehållande 12 rum och kök, samt av två flygelbyggnader. År 1719 brändes gården av ryssarna.